# Lejb Fogelman
Lejb Fogelman (ur. 19 czerwca 1949) – polsko-amerykański prawnik pochodzenia żydowskiego, senior partner w kancelarii Greenberg Traurig.

## Życiorys
Urodził się w Legnicy w żydowskiej rodzinie, która przybyła tam z Syberii. Absolwent XLI Liceum Ogólnokształcącego im. Joachima Lelewela w Warszawie, do którego uczęszczał m.in. z Lechem i Jarosławem Kaczyńskimi. W latach 1967–1969 studiował na Wydziale Prawa i Administracji Uniwersytetu Warszawskiego.
W następstwie wydarzeń Marca 1968 wyemigrował do Stanów Zjednoczonych, gdzie ukończył studia na Uniwersytecie Stanowym w Nowym Jorku (licencjat, 1972), Uniwersytecie Columbia (magister nauk humanistycznych i magister filozofii, 1975; gdzie doktoryzował się w dziedzinie historii idei) i Uniwersytecie Harvarda (doktor praw, 1981). Ponadto uzyskał dyplom Uniwersytetu Paryskiego (1972), a w ramach stypendium Fulbrighta IREX przebywał na Uniwersytecie Moskiewskim (1977–1978).
Zawodowo zajmuje się prywatyzacją, fuzjami i przejęciami przedsiębiorstw. Jako prawnik zatrudniony m.in. w kancelarii Greenberg Traurig reprezentował wiele dużych banków i innych przedsiębiorstw. Wśród nich:
- Grupę BNP Paribas w związku z nabyciem 90% akcji Banku Gospodarki Żywnościowej od Rabobank oraz w związku z nabyciem (za 3,25 mld PLN) podstawowej działalności bankowej Raiffeisen Bank Polska S.A. przez Bank BGŻ BNP Paribas S.A.;
- Société Générale w związku ze sprzedażą Euro Banku, na rzecz banku Millennium.
- Alior Bank w związku z nabyciem podstawowej działalności Banku BPH od podmiotów powiązanych GE Capital.
- Bank PKO BP przy transakcji nabycia (za 3,25 mld PLN) Nordea Bank Polska, Nordea Towarzystwo Ubezpieczeń na Życie oraz Nordea Finance oraz w związku ze sprzedażą (za 430 mln PLN) 66% udziałów w spółce eService S.A. na rzecz amerykańskiej firmy EVO Payments International.
- Orange Polska w związku z umową z mBankiem o powołaniu mobilnego banku detalicznego.
- Deutsche Bank AG w związku z transakcją wewnątrzgrupowego przeniesienia akcji oraz połączenia Deutsche Bank PBC z Deutsche Bank Polska.
- Polski Bank Przedsiębiorczości S.A. oraz FM Bank S.A. w połączeniu obu banków w ramach Grupy Kapitałowej Abris.
- Raiffeisen Bank International AG w związku z nabyciem 70% udziałów w Polbank EFG
- UniCredit w negocjacjach z polskim rządem oraz w postępowaniu przed KNB dotyczącym połączenia Banku BPH S.A. z Bankiem Pekao S.A., a także w transakcji podziału Banku BPH i sprzedaży BPH na rzecz GE Money Bank
- CVC Capital Partners w związku z nabyciem Żabka Polska od Mid Europa Partners. Transakcja otrzymała tytuł Transakcji Roku 2017 w Polsce przyznany przez CEE Legal Matters.
- AnaCap w związku z nabyciem FM Bank PBP.
- TP S.A. podczas sprzedaży (375 mln PLN) portalu Wirtualna Polska na rzecz funduszu Innova.
- Penta Investments w związku z nabyciem akcji spółki NFI Empik Media & Fashion S.A.

W 2013 roku Chambers Europe wyróżniła go Nagrodą „Outstanding Contribution to the Legal Profession” za wybitny wkład w rozwój branży prawniczej.
W 2012 wyprodukował w Teatrze IMKA Kopenhagę Michaela Frayna.
Jest bohaterem wywiadu rzeki Warto żyć, przeprowadzonego przez Michała Komara (Wydawnictwo Czerwone i Czarne, 2018).